# Sieboldijeva čuga
Sieboldijeva čuga (lat. Tsuga sieboldii), vrsta četinjače iz porodice borovki. To je do 30 metara visoko drvo ravnog ili ponekad zakrivljenog debla i široke stožaste krošnje. Raste na japanskim otocima Honshu, Shikoku, Kyushu i Yakushima, te na južnokorejskom otoku Ulleungdo (울릉도).

## Sinonimi
- Abies araragi Siebold
- Abies tsuga Siebold & Zucc.
- Micropeuce sieboldii Gordon
- Pinus araragi Endl.
- Pinus tsuga (Siebold & Zucc.) Antoine
- Tsuga araragi (Endl.) Koehne
- Tsuga tsuja A.Murray bis

## Galerija
- T. sieboldii
- T. sieboldii
- T. sieboldii
- T. sieboldii

## Vanjske poveznice
|  | Zajednički poslužitelj ima još gradiva o temi Tsuga sieboldii |
|  | Wikivrste imaju podatke o taksonu Tsuga sieboldii             |